# گریت گلن، لسترشر
گریت گلن (به انگلیسی: Great Glen) یک محله مدنی و روستا در بریتانیا است که در Harborough واقع شده‌است. گریت گلن ۳٬۶۶۲ نفر جمعیت دارد.